# Macrochiridothea mehuinensis
Macrochiridothea mehuinensis is een pissebed uit de familie Chaetiliidae. De wetenschappelijke naam van de soort is voor het eerst geldig gepubliceerd in 1977 door Jaramillo.